# Szedres
Szedres is een plaats (község) en gemeente in het Hongaarse comitaat Tolna. Szedres telt 2499 inwoners (2001). In Szedres wonen relatief gezien veel Roma/Zigeuners.
Szedres is gesticht door Stephen Bezerédj als gevolg van de zijdecultuur. 
Door het dorp loopt de 63, de hoofdweg van Szekszárd naar Székesfehérvár, en vlak langs het dorp loopt de snelweg M6 van Boedapest naar Pécs met een eigen afslag. Het dorp is per bus (lijn 1843) en trein (MÀV lijn 46) bereikbaar. Het (sinds 2009 ongebruikte) treinstation is net buiten het dorp, station Tengelic is op korte afstand.

Omliggende plaatsen zijn onder andere Medina, waar een NAVO-basis is, Szekszárd en Paks.
Naast een dorpssupermarkt zijn er in Szedres een aantal restaurants, sigarettenwinkeltjes, pensions, cafés, een bank, een benzinestation en een kapsalon. De meeste van deze bedrijfjes zijn te vinden rond het pleintje in het midden van het dorp, aan de Szechényi Utca. Hier is ook de plaatselijke kerk te vinden. Een oud, vervallen kerkje staat aan de rand van het dorp naast het Fiáth kasteel (nu een pension), maar vanwege instortingsgevaar is het verboden deze te betreden. Szedres ligt 140 kilometer ten zuiden van Boedapest.
Bezienswaardigheden zijn Fiáth-kasteel en Bezerédj-kasteel